# Loris Azzaro
Loris Azzaro (Tunisi, 9 febbraio 1933 – Parigi, 20 novembre 2003) è stato uno stilista e imprenditore italiano.

## Biografia
Nato in Tunisia, dove già creava degli abiti per sua madre,da genitori siciliani ed in seguito trasferitosi in Francia, Loris Azzaro studiò scienze politiche a Tolosa e dopo aver passato l'esame di lettere moderne, comincia a insegnare l'italiano in numerose scuole tunisine. Già nella sua infanzia sognava di diventare architetto o artista prima di fondare il proprio marchio Azzaro nel 1962 a Parigi. Il successo per il marchio fu praticamente istantaneo, al punto che già alla fine degli anni sessanta il suo nome diventò celeberrimo fra l'élite parigina. Nel 1968 un vestito traforato, disegnato da Azzaro, fu fotografato per le copertine di tutte le più importanti riviste di moda.
Le collezioni Azzaro sono sempre state nominate in ordine alfabetico di stagione in stagione. La prima collezione comprendeva abiti i cui nomi iniziavano con la A, la seconda con la B e così via. In seguito lo stilista ammise che avrebbe volentieri saltato alcune lettere come la Q, la X o la Z per la difficoltà di trovare nomi adeguati.

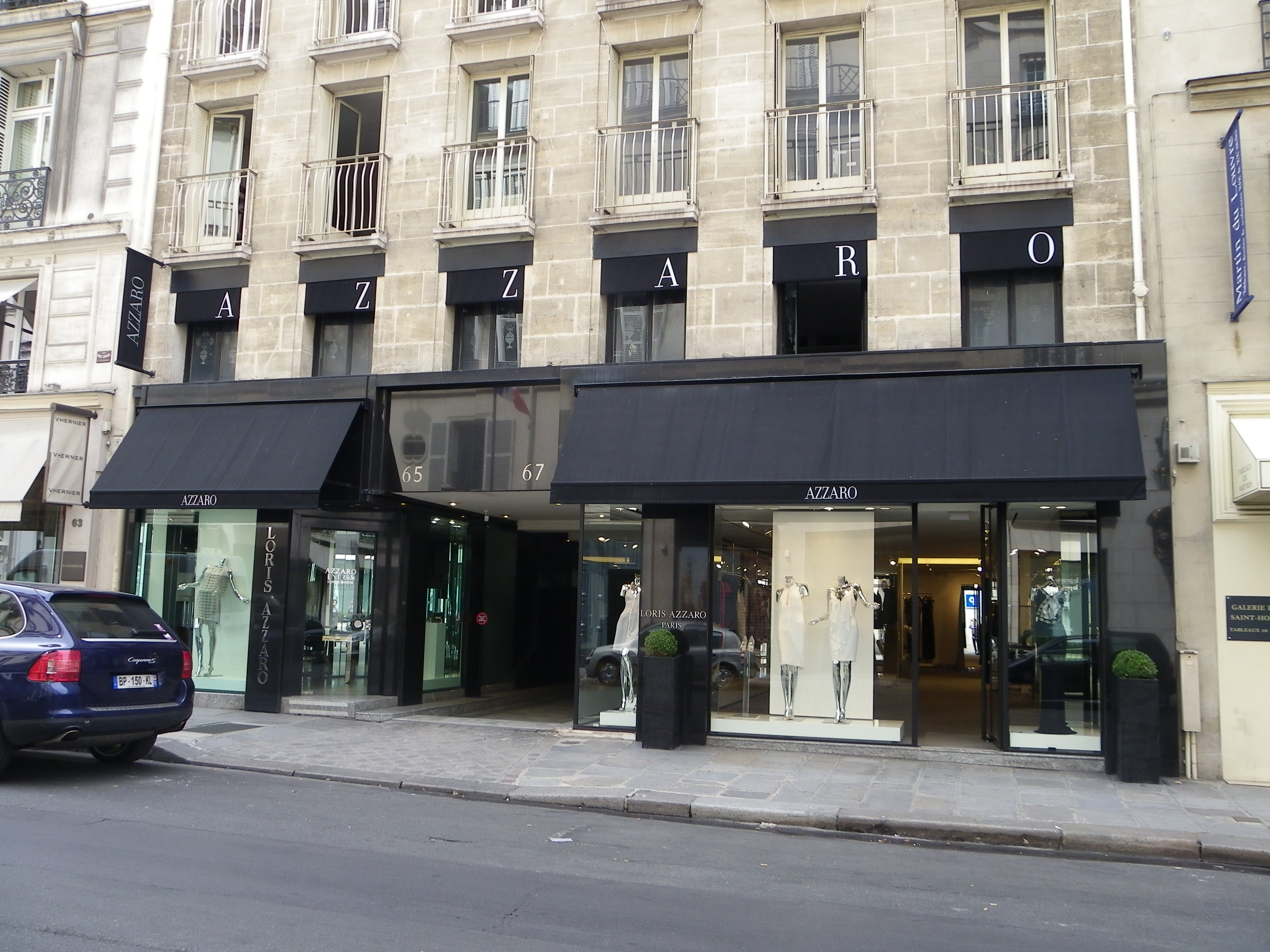
La Boutique Azzaro in rue du Faubourg-Saint-Honoré a Parigi.

La produzione dello stilista coprì una vasta gamma di prodotti, che andarono dall'abbigliamento, maschile e femminile, agli accessori moda ai profumi, la cui realizzazione iniziò nel 1975. Azzaro Couture, commercializzato nel 1978, diventò la fragranza di maggior successo della maison ed una sorta di firma per il marchio, al punto che negli anni successivi il nome dello stilista fu maggiormente associato ai profumi che agli abiti, conquistando il 10% dell'intero mercato mondiale dei profumi maschili.
Gli abiti da sera Azzaro, fantasiosi, sexy e opulenti, ispirati al Paese di origine dello stilista, sono tuttora molto apprezzati, anche nei modelli prodotti trent'anni prima, soprattutto nel mercato della moda vintage. Un'altra delle caratteristiche che resero celebri e riconoscibili i capi Azzaro era l'utilizzo di coloratissimi catenelle intrecciate e cucite direttamente sui vestiti, a formare fantasiosi disegni.
Azzaro morì nel novembre 2003 all'età di settant'anni e la direzione della compagnia passò in mano alla figlia Catherine, mentre le nuove collezioni del marchio sono disegnate dalla stilista argentina Vanessa Seward, proveniente da Chanel.